# Aeroportul Municipal Arapahoe
Aeroportul Municipal Arapahoe (IATA: AHF, FAA LID: 37V) este un aeroport din Nebraska, Statele Unite ale Americii.
Situat la o altitudine de 692 m, aeroportul dispune de 1 pistă.

## Infrastructură

### Piste
Aeroportul dispune de o singură pistă. Pista 15/33 are suprafața de asfalt și dimensiunile 3.000 picioare × 50 picioare. 